# Danh sách cấu trúc dữ liệu
Đây là danh sách các cấu trúc dữ liệu. Bạn có thể xem danh sách thuật ngữ rộng hơn tại danh sách các thuật ngữ liên quan đến cấu trúc dữ liệu và giải thuật. Để so sánh thời gian hoạt động của tập hợp con của danh sách này, xem bài so sánh các cấu trúc dữ liệu.

## Kiểu dữ liệu

### Kiểu dữ liệu cơ bản
- Boolean (chỉ lưu một trong hai giá trị True/False)
- Char (lưu giá trị ký tự)
- Float (lưu giá trị số thực)
- Double (kiểu dữ liệu kích thước lớn hơn float)
- int (lưu giá trị nguyên hoặc fixed-precision)
- String (lưu chuỗi của những ký tự)
- Kiểu liệt kê

### Kiểu kết hợp
- Mảng
- Bản ghi (còn được gọi là tuple hoặc struct)
- Union
- Tagged union (còn được gọi là biến thể, bản ghi biến thể, discriminated union, hoặc disjoint union)
- Plain old data structure

### Kiểu dữ liệu trừu tượng
- Container
- Deque
- Map/Mảng kết hợp/Từ điển
- Multimap
- Set
- Multiset
- Hàng đợi
- Hàng đợi ưu tiên
- Ngăn xếp
- Chuỗi
- Cây
- Đồ thị
- Băm

Một số thuộc tính của kiểu dữ liệu trừu tượng:
| Cấu trúc       | Tính ổn định | Tính duy nhất | Số cell/nút |
| -------------- | ------------ | ------------- | ----------- |
| Bag (multiset) |              |               | 1           |
| Set            |              |               | 1           |
| List           |              |               | 1           |
| Map            |              |               | 2           |

"Ổn định" có nghĩa là thứ tự nhập được giữ nguyên. Những cấu trúc khác như "danh sách liên kết" và "ngăn xếp" không thể được định nghĩa dễ dàng theo cách này vì có những phép tính cụ thể liên quan.

## Cấu trúc dữ liệu tuyến tính

### Mảng
- Mảng
- Bản đồ hai chiều
- Mảng bit
- Bit field
- Bảng bit
- Bitmap
- Circular buffer
- Bảng điều khiển
- Ảnh
- Mảng động
- Gap buffer
- Cây mảng băm
- Heightmap
- Bảng tra cứu
- Ma trận
- Mảng song song
- Mảng sắp xếp
- Sparse array
- Sparse matrix
- Vector Iliffe
- Variable-length array

### Danh sách
- Danh sách liên kết
- Danh sách liên kết đôi
- Danh sách tự sắp xếp
- Skip list
- Unrolled linked list
- VList
- Danh sách liên kết XOR
- Zipper
- Doubly connected edge list

## Cây

### Cây nhị phân
- Cây AA
- Cây AVL
- Cây tìm kiếm nhị phân
- Cây nhị phân
- Cây Cartesian
- Cây tìm kiếm nhị phân ngẫu nhiên
- Cây đỏ đen
- Rope
- Cây scapegoat
- Cây tìm kiếm nhị phân tự cân bằng
- Splay tree
- T-cây
- Cây Tango
- Threaded binary tree
- Top tree
- Treap
- Cây cân bằng trọng lượng

### B-cây
- B-cây
- Cây B+
- Cây B*-
- Cây B sharp
- Dancing tree
- Cây 2-3
- Cây 2-3-4
- Queap
- Fusion tree
- Bx-cây

### Đống
- Đống
- Đống nhị phân
- Đống nhị thức
- Đống Fibonacci
  - AF-đống
- Đống 2-3
- Soft heap
- Pairing heap
- Leftist heap
- Treap
- Beap
- Skew heap
- D-ary heap

### Trees
Trong những cấu trúc dữ liệu này mỗi nút cây so sánh một lớp bit của giá trị chính.
- Tree
- Cây radix
- Cây suffix
- Mảng suffix
- Compressed suffix array
- FM-index
- Generalised suffix tree
- B-tree
- Mảng Judy
- X-fast tree
- Y-fast tree

### Multiway trees
- Ternary search tree
- Cây and–or
- (a,b)-cây
- Cây link/cut
- Cây SPQR
- Ngăn xếp Spaghetti
- Cấu trúc dữ liệu cho các tập hợp không giao nhau
- Fusion tree
- Enfilade
- Cây lũy thừa
- Cây Fenwick
- Cây van Emde Boas

### Cây phân vùng không gian
Những cấu trúc dữ liệu này được sử dụng cho phân vùng không gian hoặc phân vùng không gian nhị phân.
- Cây phân khúc
- Interval tree
- Range tree
- Bin
- Kd-cây
- Implicit kd-tree
- Min/max kd-tree
- Adaptive k-d tree
- Cây kdb
- Quadtree
- Octree
- Linear octree
- Z-order
- UB-cây
- R-cây
- Cây R+
- Cây R*
- R-cây Hilbert
- X-cây
- Cây số liệu
- Cover tree
- M-cây
- VP-cây
- BK-cây
- Bounding interval hierarchy
- Cây BSP
- Rapidly-exploring random tree

### Cây ứng dụng cụ thể
- Cây cú pháp trừu tượng
- Parse tree
- Cây quyết định
- Alternating decision tree
- Cây minimax
- Expectiminimax tree
- Finger tree

## Băm
- Bảng băm
- Bộ lọc Bloom
- Bảng băm phân tán
- Hash array mapped tree
- Danh sách băm
- Cây băm
- Hash tree
- Koorde
- Prefix hash tree

## Đồ thị
- Đồ thị
- Danh sách liền kề
- Ma trận kề
- Đống cấu trúc đồ thị
- Scene graph
- Sơ đồ quyết định nhị phân
- Zero suppressed decision diagram
- And-inverter graph
- Propositional directed acyclic graph
- Directed graph
- Đa đồ thị
- Siêu đồ thị

## Loại khác
- Blockchain
- Lightmap
- Winged edge
- Quad-edge
- Bảng định tuyến
- Bảng biểu tượng